# Руски опште-војни савез
Руски опште-војни савез (рус. Русский общевоинский союз) основао је бивши командант Беле гарде генерал барон Петар Николајевич Врангел (рус. Пётр Николаевич Врангель) у Краљевини Срба, Хрвата и Словенаца 1. септембра 1924. Циљ ове организације је био повезивање и уједињавање свих ратних ветерана који су били чланови Белог покрета. Ту се мислило и на војнике и на официре који су напустили Русију, али су имали жељу да ослободе своју земљу од власти Бољшевика. Овај савез се називао и РОВС.
Осим антикомунизма, РОВС није имао другу политичку оријентацију, чиме се придржавао старе руске војничке традиције која је гласила да је армија ван политике. Такође је постојало веровање да емигранти који живе ван Русије не могу на прави начин да учествују у политичком животу своје домовине.
РОВС је наставио да функционише као организација и у деведесетим годинама двадесетог века, са циљем очувања војничке традиције која је настала пре комунизма и која је у сржи била антикомунистичка. После распада Совјетског Савеза, настала је подела у чланству РОВС-а око питања да ли организација треба и даље да постоји. По овом питању је гласано 2000. године, где је већина чланова гласала да се организација угаси. Одређени број чланова је одбио да прихвати ту одлуку, и сматра да РОВС има седиште у Русији, и да је њен вођа Игор Борисович Иванов.